# 杜若高等学校
杜若高等学校（とじゃくこうとうがっこう）は、愛知県豊田市平戸橋町に位置する私立高等学校である。

## 概要
名古屋鉄道の系列である学校法人名鉄学園が運営している。名鉄学園はこれまでも専門学校や幼稚園を設立してきたが、愛知県の新構想高校建設調査研究会の要望や豊田市の私立高校誘致助成条例の制定もあり私立高等学校の開設に着手、1976年4月に開校した。校名の「杜若」は愛知県の県花である「カキツバタ」にちなむ。
創立以来、男子校であったが、2015年（平成27年）度から文理コース・特進コース、2018年（平成30年）度から総合コース（2019年（平成31年）度に創造コースに改名）において男女共学を開始した。修学旅行は4つのコースを用意し、生徒自身が自主的に選択できるようになっている。行き先は、北海道方面、広島・関西方面、沖縄や海外など。

## 建学の精神
至誠

## 沿革
- 1975年（昭和50年）6月 - 校舎(管理棟、南棟)起工式。
- 1976年（昭和51年）3月 - 校舎建築第1期工事完了。
- 1976年（昭和51年）4月 - 創立。第1回入学式挙行。(男子校)
- 1976年（昭和51年）9月 - 校舎建築第2期工事完了。
- 1978年（昭和53年）7月 - 体育館、プール完成[1]。
- 1979年（昭和54年）3月 - 芸術棟(現：旧第一文理棟)竣工。
- 1981年（昭和56年）3月 - 杜南寮完成。
- 1986年（昭和61年）4月 - 文理コース開設。
- 1987年（昭和62年）4月 - 第二文理棟(現：芸術棟)竣工。
- 1987年（昭和62年）10月 - テニスコート完成。
- 1995年（平成7年）2月 - 特別教室棟竣工。
- 2000年（平成12年）4月 - 特進コース、総合コース(現：創造コース) 開設。
- 2015年（平成27年）4月 - 文理コース・特進コースにおいて男女共学を開始。
- 2018年（平成30年）4月 - 総合コースにおいて男女共学を開始。
- 2019年（平成31年）4月 - 総合コースを創造コースへ改名。

## 教育組織
- 全日制課程
  - 普通科
    - 文理コース
    - 特進コース
    - 創造コース

## 部活動
運動部
- 硬式野球部
- サッカー部
- ハンドボール部-2020年（令和2年）全国高校選抜大会初出場
- バスケットボール部
- 硬式テニス部
- 卓球部 - 2001年（平成13年）から10年連続でインターハイに出場し、10年連続出場表彰。インターハイ14年連続16回出場、全国高校選抜16回出場。天皇杯・皇后杯・全日本選手権17年連続出場。
- 陸上部
- 剣道部
- カヌー部 - 平成25年度東京国体優勝（C2）500m・準優勝（C2）200m / 平成25年度文部科学大臣杯日本カヌージュニアスプリント選手権 男子団体総合優勝 / 2014世界カヌースプリントジュニア選手権大会出場（ハンガリー）
- ダンス部 - 毎年定期自主発表会

文化部
- 放送部
- 美術部(写真部と合併)
- 書道部
- 囲碁将棋部
- マイコン部
- 自然研究部 - ロッククライミングの練習や矢作川での釣り
- チームボランティア
- 吹奏楽部
- 軽音楽部
- 合唱部

同好会
- 鉄道研究同好会
- 地歴研究同好会
- 英会話同好会(ESS)

## 著名な出身者
- コージー冨田 - ものまねタレント
- 成田昭次 - 歌手（男闘呼組）※1年の1学期で中退
- 中村佳広 - 元プロ野球選手（オリックス）※1988年度卒業
- ユウキ（田中祐貴） - 元プロ野球選手（近鉄→オリックス→東京ヤクルト）※1996年度卒業
- 長谷部康平 - 元プロ野球選手（東北楽天）※2003年度卒業
- 山内壮馬 - 元プロ野球選手（中日）※2003年度卒業
- 荻野貴幸 - 元プロ野球選手（巨人）
- 中尾輝 - 元プロ野球選手（東京ヤクルト）
- 松本卓 - バスケットボール選手
- 羽根田卓也 - カヌー選手

## 交通アクセス
- 鉄道
  - 名鉄三河線平戸橋駅下車、徒歩約20分
- スクールバス(無料 イマノ産業TC交通・杜若高校保有自家用車運行)
  - Aコース岡崎・岩津便(イマノ産業TC交通大型・マイクロ) - 大型はJA岩津(岡崎市)発、マイクロは松平橋(豊田市)発 (以前は愛知環状鉄道大門駅発だった)
  - Bコース美里・益富便(イマノ産業TC交通大型・マイクロ) - 大型は美里エディオン前(豊田市)発、マイクロは始発の益富交流館(豊田市)発
  - Cコース小原便(杜若高校保有バスエアロミディ) - 小原中学校(豊田市)発
  - Dコース藤岡・飯野便(イマノ産業TC交通大型) - 飯野(豊田市)発
  - Eコース猿投北・愛環保見便(杜若高校保有バスコースター) - 愛知環状鉄道保見駅発
  - Fコース浄水・三好便(イマノ産業TC交通大型・杜若高校保有ハイエース) - 大型はサンアート(みよし市)、ハイエースは愛知環状鉄道愛環梅坪駅発
  - Gコース越戸(平戸橋)・市駅便(イマノ産業TC交通大型・杜若高校保有バスローザ) - 名鉄豊田線・名鉄三河線豊田市駅発(大型バス1台・ローザは越戸停留所を通過)
  - Hコース猿投・梅坪便(イマノ産業TC交通大型) - 名鉄豊田線・名鉄三河線梅坪駅発